# كأس السوبر الأوروبي 2019
كأس السوبر الأوروبي 2019 كانت النسخة رقم 44 من كأس السوبر الأوروبي، وهي مباراة كرة قدم سنوية ينظمها الاتحاد الأوروبي لكرة القدم ومنافسة من قبل أبطال منافسات الاندية الأوروبية الرئيسية، دوري أبطال أوروبا ودوري الأوروبي. لعبت المباراة بين الفائزين في دوري أبطال أوروبا 2018–19 والدوري الأوروبي 2018–19. وأقيمت المباراة في فودافون بارك في إسطنبول بتركيا في 14 أغسطس 2019.
لأول مرة تم استخدام تقنية الفار في البطولة.
فاز ليفربول بالمباراة 5–4 بركلات الترجيح بعد التعادل 2–2 في الأشواط الإضافية والأصلية، ليحقق اللقب الرابع في تاريخ النادي.

## الفرق
| الفريق  | التأهل                        | المشاركات السابقة (الغامق يشير إلى الفائز) |
| ------- | ----------------------------- | ------------------------------------------ |
| ليفربول | بطل دوري أبطال أوروبا 2018–19 | 5 (1977، 1978، 1984، 2001، 2005)           |
| تشيلسي  | بطل الدوري الأوروبي 2018–19   | 3 (1998، 2012، 2013)                       |

## المكان
هذه هي أول بطولة كأس سوبر أوروبي تقام في تركيا، والمرة الثالثة التي يقام فيها نهائي منافسة لأندية أوروبية في البلاد، بعد نهائي دوري أبطال أوروبا 2005 في ملعب أتاتورك الأولمبي ونهائي كأس الاتحاد الأوروبي 2009 في ملعب شكري سراج أوغلو، وكلاهما في إسطنبول أيضا.

### اختيار المضيف
لأول مرة على الإطلاق، بدأت عملية مناقصات مفتوحة في 9 ديسمبر 2016 من قبل الاتحاد الأوروبي لكرة القدم لاختيار الملاعب لنهائيات مسابقات الأندية (دوري أبطال أوروبا، دوري أبطال أوروبا للسيدات، وكأس السوبر الأوروبي). وكان لدى الاتحادات الرياضية مهلة حتى 27 يناير 2017 للتعبير عن اهتمامها، وكان من المقرر تقديم ملفات عطاء في موعدها بحلول 6 يونيو 2017.
أعلن الاتحاد الأوروبي لكرة القدم في 3 فبراير 2017 أن تسع جمعيات أعربت عن اهتمامها باستضافة كأس السوبر الأوروبي 2019، وأكدت في 7 يونيو 2017 على أن سبع جمعيات تقدمت بعروض لاستضافة كأس السوبر الأوروبي 2019:
| البلد            | ملعب               | المدينة | السعة  | ملاحظات                                                |
| ---------------- | ------------------ | ------- | ------ | ------------------------------------------------------ |
| ألبانيا          | أرينا كومبيتاري    | تيرانا  | 22,500 |                                                        |
| فرنسا            | ملعب تولوز البلدي  | تولوز   | 33,150 |                                                        |
| إسرائيل          | ملعب سامي عوفر     | حيفا    | 30,870 |                                                        |
| كازاخستان        | أستانا أرينا       | أستانة  | 30,244 | قدمت أيضا عطاءات لنهائي دوري أبطال أوروبا للسيدات 2019 |
| أيرلندا الشمالية | ويندسور بارك       | بلفاست  | 18,434 |                                                        |
| بولندا           | ملعب إنيرغا غدانسك | غدانسك  | 41,160 | فضل على ملعب وارسو الوطني، وارسو                       |
| تركيا            | فودافون بارك       | إسطنبول | 41,188 | قدمت أيضا عطاءات لنهائي الدوري الأوروبي 2019           |

وأعربت الاتحادات الرياضية لكرة القدم التالية عن اهتمامها بالاستضافة ولكنها لم تقدم في نهاية المطاف العروض:
- المجر: غروباما أرينا، بودابست
- اسكتلندا: هامبدن بارك، غلاسكو

وقد نشر اتحاد الأوروبي لكرة القدم تقرير تقييم العطاءات في 14 سبتمبر 2017. وقامت اللجنة التنفيذية للاتحاد الأوروبي في 20 سبتمبر 2017 باختيار فودافون بارك كمكان لانعقاده.

## المباراة

### الحكام

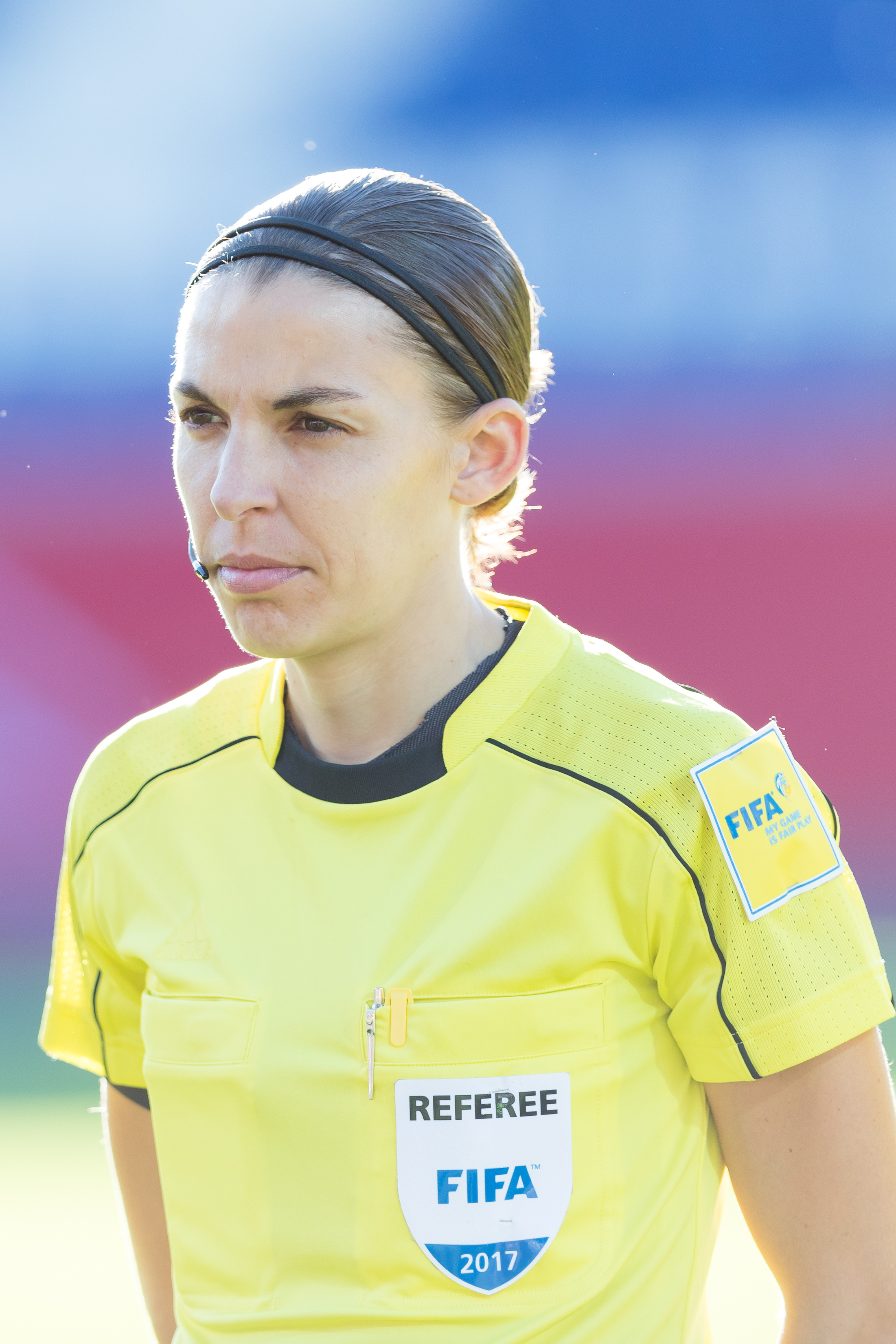
ستيفاني فرابارت، هي حكمة المباراة

في 2 أغسطس 2019، عين الاتحاد الأوروبي لكرة القدم ستيفاني فرابارت الحكمة الفرنسية كحكمة للمباراة، وهي المرة الأولى في التاريخ التي تحكم فيها امرأة نهائي مسابقة للرجال في الاتحاد الأوروبي. أصبحت فرابارت حكمة في قائمة الحكام الدوليين للفيفا منذ عام 2009، وكانت قد حكمت في كأس العالم للسيدات 2019 في الشهر السابق، حيث تم تعيينها كحاكمة للنهائي. كما سبق لها أن حكمت في كأس العالم للسيدات 2015، ودورة الألعاب الأولمبية الصيفية 2016، و‌بطولة أمم أوروبا للسيدات 2017، وأصبحت أول امرأة تحكم في الدوري الفرنسي الدرجة الأول في أبريل 2019. تم اختيار مواطنتها مانويلا نيكولوسي كواحدة من الحكام المساعدين، إلى جانب الحكمة الأيرلندية ميشيل أونيل، بينما تم اختيار جنيد جاقر من تركيا كحكم رابع. تولى الحكم الفرنسي كليمان تيربين مسؤولية حكم تقنية الفار، حيث أصبح أول حكم لتقنية الفار في كأس السوبر الأوروبي. عين مواطنه فرانسوا ليتكسييه كواحد من مساعدي حكم الفيديو المساعد، بجانب ماسيميليانو إيراتي من إيطاليا، في حين أن مارك بورش من ألمانيا هو المسؤول عن تقنية الفار المتخصصة بالتسلل.

### الملخص
افتتح تشيلسي التسجيل في الشوط الأول عن طريق أوليفييه جيرو في الدقيقة 36، بينما عدل ليفربول النتيجة في الدقيقة 48 عن طريق ساديو ماني. احتكم الفريقان للأشواط الإضافية ضاعف فيها ليفربول النتيجة إلى هدفين في الدقيقة 95 بعد تمريرة من روبيرتو فيرمينو لساديو ماني الذي وضعها في الشباك لكن تشيلسي عدل النتيجة في الدقيقة 101 عن طريق ركلة جزاء من جورجينيو لتكون ضربات الترجيح هي الفاصلة حيث رجحت كفة ليفربول بخمس ركلات مقابل اربع لتشيلسي الذي اضاع الركلة الخامسة عن طريق تامي أبراهام ليتوج ليفربول باللقب.

### التفاصيل
عُيّن الفائز في دوري الأبطال بوصفه الفريق «المستضيف» لأغراض إدارية.
| ليفربول                                               | 2–2 (ب.و.إ.) | تشيلسي                                         |
| ----------------------------------------------------- | ------------ | ---------------------------------------------- |
| - ماني 48'، 95'                                       | تقرير        | - جيرو 36' - جورجينيو 101' (ركلة.)             |
| ركلات الترجيح                                         |              |                                                |
| - فيرمينو - فابينيو - أوريغي - ألكساندر-أرنولد - صلاح | 5–4          | - جورجينيو - باركلي - مونت - إيمرسون - أبراهام |

| ليفربول | تشيلسي |

| GK         | 13 | أدريان                  |      |      |
| RB         | 12 | جو غوميز                |      |      |
| CB         | 32 | جويل ماتيب              |      |      |
| CB         | 4  | فيرجيل فان ديك          |      |      |
| LB         | 26 | أندرو روبرتسون          |      | 91'  |
| CM         | 7  | جيمس ميلنر              |      | 64'  |
| CM         | 3  | فابينيو تافاريس         |      |      |
| CM         | 14 | جوردان هندرسون (ك)      | 85'  |      |
| RF         | 15 | أليكس أوكسليد-تشامبرلين |      | 46'  |
| CF         | 11 | محمد صلاح               |      |      |
| LF         | 10 | ساديو ماني              |      | 103' |
| البدلاء:   |    |                         |      |      |
| GK         | 22 | أندي لونيرغان           |      |      |
| GK         | 62 | كيفين كيليهير           |      |      |
| DF         | 51 | كي-جانا هويفر           |      |      |
| DF         | 66 | ترنت ألكساندر-أرنولد    | 107' | 91'  |
| MF         | 5  | جورجينيو فينالدوم       |      | 64'  |
| MF         | 20 | آدم لالانا              |      |      |
| MF         | 23 | شيردان شاكيري           |      |      |
| MF         | 67 | هارفي إليوت             |      |      |
| FW         | 9  | روبرتو فيرمينو          |      | 46'  |
| FW         | 24 | ريان بريوستر            |      |      |
| FW         | 27 | ديفوك أوريغي            |      | 103' |
| المدرب:    |    |                         |      |      |
| يورغن كلوب |    |                         |      |      |

| GK            | 1  | كيبا أريزابالاغا      |     |      |
| RB            | 28 | سيزار أزبيليكويتا (ك) | 79' |      |
| CB            | 15 | كورت زوما             |     |      |
| CB            | 4  | أندرياس كريستنسن      |     | 85'  |
| LB            | 33 | إيمرسون بالميري       |     |      |
| CM            | 5  | جورجينيو              |     |      |
| CM            | 7  | نغولو كانتي           |     |      |
| CM            | 17 | ماتيو كوفاتشيتش       |     | 101' |
| RF            | 22 | كريستيان بوليسيتش     |     | 74'  |
| CF            | 18 | أوليفيه جيرو          |     | 74'  |
| LF            | 11 | بيدرو                 |     |      |
| البدلاء:      |    |                       |     |      |
| GK            | 13 | ويلي كاباييرو         |     |      |
| DF            | 2  | أنطونيو روديغر        |     |      |
| DF            | 3  | ماركوس ألونسو         |     |      |
| DF            | 21 | دافيدي زاباكوستا      |     |      |
| DF            | 29 | فيكايو توموري         |     | 85'  |
| MF            | 8  | روس باركلي            |     | 101' |
| MF            | 19 | ماسون مونت            |     | 74'  |
| MF            | 47 | بيلي جيلمور           |     |      |
| FW            | 9  | تامي أبراهام          |     | 74'  |
| FW            | 10 | ويليان                |     |      |
| FW            | 16 | كينيدي                |     |      |
| FW            | 23 | ميتشي باتشوايي        |     |      |
| المدرب:       |    |                       |     |      |
| فرانك لامبارد |    |                       |     |      |

| الحكام المساعدون: مانويلا نيكولوسي (فرنسا) ميشيل أونيل (جمهورية أيرلندا) الحكم الرابع: جنيد جاقر (تركيا) حكم تقنية الفار: كليمان توربان (فرنسا) مساعدين حكم تقنية الفار: فرانسوا ليتسييه (فرنسا) مارك بورش (ألمانيا) ماسيميليانو إيراتي (إيطاليا) | قواعد المباراة: - 90 دقيقة. - 30 دقيقة من الوقت الإضافي إذا لزم الأمر. - ركلات جزاء ترجيحية إذا ما كانت النتيجة ما زالت متعادلة. - أثنا عشر بديل محدد. - ثلاثة تبديلات كحد أقصى، مع السماح بتبديل رابع في الوقت الإضافي. |

## وصلات خارجية
- كأس السوبر الأوروبي (الموقع الرسمي)